# CA 201 bis 206

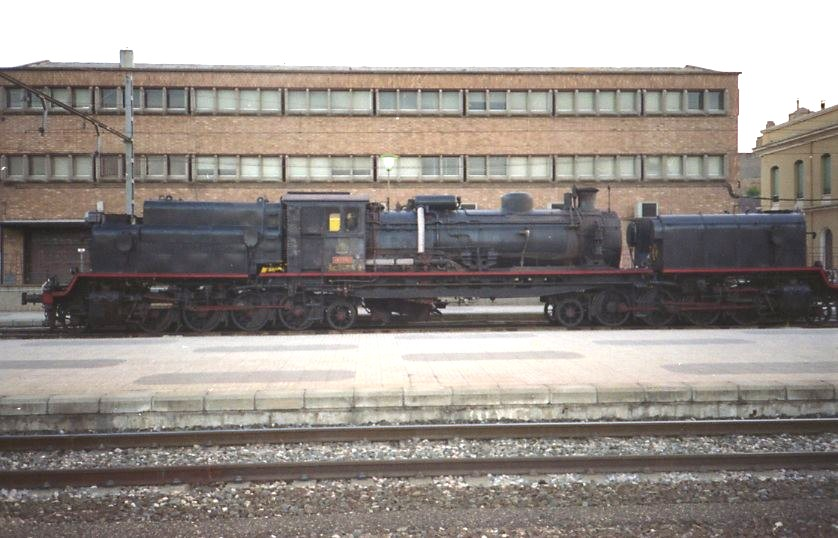
Die 282F-0421 im Bahnhof von Lleida

Die Lokomotiven 201 bis 206 der spanischen Compañía del Ferrocarril Central de Aragón (CA) waren Garratt-Lokomotiven für den Güterzugdienst. Nach der Übernahme durch die Red Nacional de los Ferrocarriles Españoles (RENFE) im Jahre 1941 wurden die sechs Lokomotiven zur Baureihe 282.0401 und nach dem Umbau auf Ölfeuerung zur Baureihe 282F.0401. Die 1961 von der RENFE beschafften zehn Lokomotiven wurden der Baureihe 282F.0421 zugeordnet.

## Geschichte
Die Central de Aragón (CA) hatte bereits umfangreiche Erfahrungen mit Gelenklokomotiven auf der steilen und kurvenreichen Strecke von Sagunto über den Escandón-Pass nach Teruel gesammelt. Mit der bevorstehenden Eröffnung der Strecke Caminreal–Saragossa erwartete die CA einen starken Verkehrszuwachs in Richtung Baskenland und Canfranc an der französischen Grenze, der mit den vorhandenen Lokomotiven nicht mehr zu bewältigen gewesen wäre. Daher bestellte die CA die Lokomotiven 101 bis 106 für den Reisezugdienst und die Lokomotiven 201 bis 206 für den Güterzugdienst, beide nach dem damals neuen System Garratt.
Die sechs Doppel-Mikado-Lokomotiven wurden nach Zeichnungen von J.A. Maffei, München bei der Babcock and Wilcox in Bilbao gebaut und 1931 geliefert. Im Vergleich zu den Doppel-Pacific-Lokomotiven Nr. 101 bis 106 wirkten die Güterzuglokomotiven gedrungener und wurden deshalb auch Garratts pequeñas ‚kleine Garratts‘, später auch Garrafetas genannt. Sie konnten auf der Strecke über den Escandón-Pass Züge mit einem Gewicht von 475 bis 500 Tonnen mit 20 km/h ziehen, in der Ebene erreichten sie damit 60 km/h. Allerdings verbrauchten die Lokomotiven eine beträchtliche Menge an Kohle. Auf der Fahrt von Valencia nach Teruel benötigten sie 10 t Kohle, was den Einsatz von zwei Heizern auf dieser Strecke erforderlich machte.
1941 wurde die CA in die RENFE eingegliedert, wo die Lokomotiven die Nummern 282-0401 bis 282-0406 erhielten. Die Zahl 282 ist dabei als 2 × 141 zu verstehen, nach dem in Spanien üblichen französischen Bezeichnungsschema für die Achsfolge. Die Lokomotiven blieben im Depot Valencia Alameda beheimatet und wurden weiterhin auf ihrer Stammstrecke eingesetzt,  kamen aber vor allem während der Zitrusfruchternte auch entlang der Mittelmeerküste nach Tarragona und auf der schwierigen Strecke Valencia–La Encina für Züge nach Alicante zum Einsatz. In den Jahren 1955 bis 1958 wurden die Lokomotiven auf Ölfeuerung umgebaut und erhielten die Nummern 282F-0401 bis 282F-0406, wobei das F für Fueloil steht und die Ölfeuerung kennzeichnet.
1961, also 30 Jahre nach der ersten Lieferung, beschaffte die RENFE zehn Lokomotiven der gleichen Bauart, die als Baureihe 282.0421 mit den Nummern 0421 bis 0430 ebenfalls von Babcock and Wilcox geliefert wurden. Gegenüber der Ursprungsbauart gab es nur wenige Änderungen: Die Heizflächen waren etwas anders, und vor allem durch die größeren Vorräte ergab sich eine höhere Masse (Angaben in Klammern in nebenstehender Tabelle). Außerdem waren die Lokomotiven ab Werk mit Ölfeuerung ausgerüstet. Es waren die letzten in Spanien gebauten Dampflokomotiven und die vorletzten Garratt-Lokomotiven überhaupt, nur noch gefolgt von der letzten Lieferung der Klasse NGG 16 der South African Railways im Jahr 1968.
Die 282F waren noch bis 1966/67 auf der Strecke über den Escandón-Pass im Einsatz, bevor sie dort von den Diesellokomotiven der Baureihe 1900 verdrängt wurden. In den letzten Jahren waren sie im Depot Valencia-Término beheimatet und wurden auch auf der Strecke Tarragona–Lleida eingesetzt. Die ehemaligen CA-Lokomotiven wurden zwischen 1971 und 1973 ausgemustert. Von den nachgebauten Lokomotiven ist die 282F-0421 als erste der Nachbauserie betriebsfähig erhalten geblieben und wird für Sonderfahrten eingesetzt.

## Technik
Die Lokomotive besteht aus zwei Mikado-Triebwerken mit Blechrahmen, die mit einem starren Rahmen verbunden sind, der den Kessel mit runder Stehkesseldecke und das Führerhaus trägt. Da sich der Kessel nicht über den Triebrädern befand, konnte er mit großem Durchmesser und damit relativ kurz ausgeführt werden, was den Wirkungsgrad gegenüber herkömmlichen Lokomotivkesseln erhöhte. Jedes der beiden Zweizylinder-Triebwerke hatte vier Kuppelachsen und je eine vordere und hintere Laufachse. Die Walscheartssteuerungen der Triebwerke wurden über Dampfservos bedient. Beide Triebwerkrahmen trugen Wasserkästen, der hintere zusätzlich noch den Brennstoffvorrat.